# Hans-Wolfgang Heidland
Hans-Wolfgang Heidland (* 20. Juli 1912 in Koblenz; † 11. Januar 1992 in Malsburg-Marzell) war ein evangelischer Theologe und Landesbischof der Evangelischen Landeskirche in Baden.

## Leben und Beruf
Heidland wuchs in Mannheim auf. Nach der Schule studierte er in Heidelberg, Tübingen und Zürich Theologie und promovierte bei Emil Brunner und Gottlob Schrenk. Er war nach seiner Vikariatszeit Standortpfarrer in Mannheim. Als Ruderer nahm er an den Olympischen Sommerspielen 1932 in Los Angeles teil, konnte sich aber mit dem Achter nicht für das Finale qualifizieren. Im Zweiten Weltkrieg war er Kriegspfarrer. Nach dem Krieg übernahm er eine Pfarrstelle in Heidelberg-Wieblingen und war ab 1947 an der Heiliggeistkirche. Er gründete das Männerwerk der Evangelischen Landeskirche in Baden und leitete es ein Jahr lang. Von 1950 bis 1951 war er kommissarischer Leiter der Evangelischen Akademie Baden. 1949 wurde er in den Oberkirchenrat berufen, dem er zunächst bis 1960 angehörte. Dann wurde er zum Professor für Praktische Theologie an der Universität Heidelberg berufen. In jener Zeit gehörte er auch der Landessynode der Evangelischen Landeskirche in Baden an.
Am 14. September 1964 wählte die Landessynode der Evangelischen Landeskirche in Baden Heidland zum Landesbischof und damit Nachfolger von Julius Bender, der wenige Monate vorher aus Altersgründen sein Amt aufgegeben hatte. 1975 wurde er zum Ehrensenator der Universität Karlsruhe ernannt.
Nach Vollendung seines 68. Lebensjahrs trat Heidland in den Ruhestand. Die Landessynode wählte daher im Oktober 1980 Klaus Engelhardt zu seinem Nachfolger. Heidland war dann noch kurzzeitig als Seelsorger in Kandern tätig. Er starb im Alter von 79 Jahren und wurde auf seinen eigenen Wunsch in aller Stille im engsten Familienkreis in Vogelbach beigesetzt.

## Schriften (Auswahl)
- Die Anrechnung des Glaubens zur Gerechtigkeit. Untersuchungen zur Begriffsbestimmung von bšḥ und logízesthai (= Beiträge zur Wissenschaft vom Alten und Neuen Testament. Band 70 = Folge 4, Heft 18). Kohlhammer, Stuttgart 1936 (zugleich: Dissertation Zürich 1935).
- Der Geist des Sports. Vorträge und Ansprachen. Calwer Verlag, Stuttgart 1968.
- Das Verkündigungsgespräch. Calwer Verlag, Stuttgart 1969.
- mit Gotthard Martin Teutsch: Der Mensch als Mitgeschöpf: Aspekt einer neuen Ethik. Festschrift Hans-Wolfgang Heidland. 1977
- Die Losungen im Ringen des Glaubens heute. Wittig, Hamburg 1980, ISBN 3-8048-4211-9.
- Das Ende der Predigt? Eine selbstkritische Dokumentation. Vandenhoeck & Ruprecht, Göttingen 1992, ISBN 3-525-60383-5.